# Бесараб, Анатолий Николаевич
Анатолий Николаевич Бесараб (род. 17 июля 1937, Мироновский район) — украинский советский деятель, председатель колхоза имени Фрунзе Городнянского района Черниговской области. Депутат Верховного Совета СССР 11-го созыва.

## Биография
Родился в крестьянской семье. С 1955 по 1957 год работал колхозником.
В 1957—1960 годах — служба в рядах Советской армии.
Образование высшее. В 1965 году окончил Белоцерковский сельскохозяйственный институт.
Член КПСС с 1961 года.
В 1965—1970 годах — главный зоотехник совхоза имени Шевченко Менского района Черниговской области.
В 1970—1977 годах — директор совхоза «Городнянский» Городнянского района Черниговской области.
С 1977 года — председатель колхоза имени Фрунзе села Тупичев Городнянского района Черниговской области.
Потом — на пенсии в селе Тупичев Городнянского района Черниговской области.

## Награды и отличия
- орден Октябрьской Революции
- орден «Знак Почета»
- медаль «За доблестный труд. В ознаменование 100-летия со дня рождения Владимира Ильича Ленина»
- медали